# 100% (Mary Kiani-låt)
"100%" är den fjärde solosingeln av Mary Kiani på skivbolaget 1st Avenue Records. Singeln släpptes 1996 och nådde som högst listplaceringen #23 .

## Låtlista och format
| Nr                                 | Titel                               | Längd |
| ---------------------------------- | ----------------------------------- | ----- |
| cd-singel, Storbritannien MERCD469 |                                     |       |
| 1.                                 | "100%" [Lord 'n Elliott Radio Edit] | 3:39  |
| 2.                                 | "100%" [One World Radio Edit]       | 3:59  |
| 3.                                 | "100%" [Tall Paul Remix]            | 6:35  |
| 4.                                 | "100%" [Dr. Ju Remix]               | 5:40  |
| 5.                                 | "100%" [Qattara Remix]              | 7:30  |
| 6.                                 | "100%" [ Motiv8 Remix]              | 5:57  |
| 7.                                 | "100%" [Eddy Fingers Remix]         | 6:00  |
| Storbritannien, 12" MERX469        |                                     |       |
| A1.                                | "100%" [Tall Paul Remix]            | 6:35  |
| A2.                                | "100%" [Dr. Ju Remix]               | 5:40  |
| B1.                                | "100%" [ Motiv8 Remix]              | 5:57  |
| B2.                                | "100%" [Qattara Remix]              | 7:30  |